# حمزة إبراهيم غوث
حمزة بن إبراهيم غوث (1297- 1390 هـ / 1880- 1970 م) صحفي وسياسي سعودي، عمل مستشارًا للملك عبد العزيز آل سعود، وعُيِّن عضوًا في مجلس الشورى السعودي عام 1349هـ/ 1930م.

## نشأته وتعليمه
ولد في المدينة المنورة عام 1297 هـ الموافق 1880م. تخرَّج في المدرسة الإعدادية بالمدينة المنورة، وكانت تضمُّ آنذاك أعلى مراحل التعليم الرسمي بالمدينة. وتخرَّج أيضًا في المسجد النبوي على يد كلٍّ من الشيخ عبد القادر الطرابلسي والشيخ محمد العمري والشيخ عبد الحافظ المصري، وكانت لهم شهرةٌ علمية واسعة في المدينة المنورة في ذلك العهد، كما تلقَّى دراسة متخصِّصة في اللغة التركية.

## وظائفه وأعماله
كان أولَ صحفي من أبناء المدينة المنورة مارس الصحافة فقد تولى إدارة ورئاسة تحرير جريدة الحجاز عام 1334 هـ الموافق 1916م وكانت أول جريدة يومية سياسة أدبية اقتصادية اجتماعية صدرت في المدينة المنورة.
في عام 1335 هـ الموافق 1917م تولى رئاسة بلدية المدينة المنورة حتى نهاية مراحل التهجير القسري الجماعي إلى الشام وغيرها في عهد فخري باشا الحاكم العسكري أو ما يعرف ب«سفر برلك».
في عام 1338 هـ الموافق 1920م اتجه إلى حائل وعمل مع الأمير عبد الله بن متعب بن عبد العزيز الرشيد إلى أن ضُمت حائل في يد الملك عبد العزيز عام 1340 هـ الموافق 1922م.
ما بين 1340 هـ الموافق 1922م و1431 هـ الموافق 1923م التحق بجبهة / أحمد السنوسي الجهادية في أورفة لمحاربة الاستعمار الأوروبي الجديد لما تبقى من دولة الخلافة للاستيلاء عليها إلى أن حل أتاتورك قيادة تلك الجبهة وكان قد استدعاه منها إلى أنقرة واحتجزه فيها رهن المحاكمة لمدة ستة أشهر واتهمه بالضلوع في محاولة لقلب نظام الحكم لصالح إعادة الخلافة على إثر اكتشاف علاقة سرية مع السلطان محمد السادس العثماني وريث الخلافة آنذاك.
في غرة ربيع الثاني من عام 1341 هـ الموافق الاثنين 20 نوفمبر 1922م اتجه إلى الرياض ورحَّب به الملك عبد العزيز وعينه مستشارًا له.
في عام 1341 هـ الموافق 1922م كلفه الملك عبد العزيز رئاسةَ الوفد النجدي للتفاوض مع أمير الكويت الشيخ أحمد الجابر الصباح بشأن موضوع المسابلة مع نجد بعد منع الملك عبد العزيز المتاجرة مع الكويت؛ لتنشيط حركة الاستيراد من طريق موانئ السلطنة النجدية في الأحساء وتوسطت الحكومة البريطانية لإعادتها.
في عام 1342 هـ الموافق 1923م أوفده الملك عبد العزيز رئيسًا للوفد النجدي لاجتماعات المؤتمر العربي بالكويت الذي دعا إليه الكولونيل نوكس المندوب السامي البريطاني في الخليج، وكان الوفد النجدي برئاسته وعضوية كل من د/ عبد الله الدملوجي والشيخ حافظ وهبة والشيخ عبد العزيز القصيبي وتولى أعمال السكرتارية فيه هاشم الرفاعي.
في 1343 هـ الموافق 1924م رافق الملك عبد العزيز في رحلته من الرياض إلى مكة المكرمة بعد دخولها في حكمه، وظل معه في مكة والرغامة أثناء حصار جُدة، وقبل سقوطها بعثه الملك عبد العزيز عام 1344 هـ الموافق 1925م مستشارا للأمير محمد بن عبد العزيز الذي أوفده والده على رأس قوة حربية لمحاصرة المدينة المنورة، وعُين إثر ذلك معاونًا لأميرها حتى عام 1346 هـ الموافق 1927م.
في عام 1345 هـ الموافق 1926م أصدر الملك عبد العزيز أمرًا بإنشاء لجنة مؤلفة من أعضاء من مكة المكرمة والمدينة المنورة وجُدة لوضع نظام لتأسيس المملكة العربية السعودية، وقررت اللجنة أن يكون للمدينة حاكم إداري وكتاب وأمير وثبَّته الملك عبد العزيز معاونًا لأمير المدينة المنورة حتى عام 1348 هـ الموافق 1929م. 
فضلًا عن الوظائف المذكورة أُسنِدَت إليه مهامُّ خاصة وطارئة منها:
في عام 1353 هـ الموافق 1934م بعثه الملك عبد العزيز رئيسًا للهيئة المشكلة من عضوية هزاع بن عبد الله العبدلي قائم مقام العاصمة وهاشم سلطان رئيس المجلس المالي آنذاك ومحمد بياري سكرتيرا وذلك للسفر إلى الليث للتحقيق في دعوى القبائل وأعمال الامارة من إدارية ومالية وقضائية وأعمال أمور الجهاد.
في 1354 هـ الموافق 1935م بعثه الملك عبد العزيز رئيسا للهيئة التي كان قوامها المهندس كنعان والأمير آلاي تحسين أعضاء ومحمد إسماعيل حابس للاشتراك مع الهيئة التي قدمت من بغداد للكشف عن طريق صالح لنقل الحجاج بالسيارات من النجف إلى المدينة عن طريق حائل وتحديد معالمه واعتماده.
في عام 1349 هـ الموافق 1930م تعين عضواً في مجلس الشورى حتى عام 1351 هـ الموافق 1932م ثم عاد إلى وظيفته الأساسية مستشاراً للملك حتى عام 1357 هـ الموافق 1938م.
في عام 1357 هـ الموافق 1938م عينه الملك عبد العزيز وزيراً مفوضاً في العراق وبقي حتى عام 1360 هـ الموافق 1941م بعدها عاد إلى عمله الأساسي مستشاراً للملك حتى 1367 هـ الموافق 1948م.
في عام 1367 هـ الموافق 1948م عينه الملك عبد العزيز وزيراً مفوضاً في إيران ثم سفيرا وظل في منصبه لمدة سبعة عشر عاماً، وكان عميداً للسلك الدبلوماسي فيها حتى عام 1384 هـ الموافق 1964م.
في عام 1371 هـ الموافق 1951م منحه الملك عبد العزيز بموجب المرسوم الملكي الصادر برقم 2/ 5/1/177 وتاريخ 20/2/1371 هـ الموافق الثلاثاء 20 نوفمبر 1951م، لقب وزير دولة وأيد الملك فيصل احتفاظه باللقب المذكور بعد موافقته على إحالته للتقاعد.
منحه كل من الملك فاروق ملك مصر والرئيس محمد نجيب رئيس الجمهورية المصرية وسام الاستحقاق من الدرجة الأولى كما منحه شاه إيران وساماً مماثلا في المرتبة.
ما بين عام 1336 هـ الموافق 1918 وعام 1341 هـ الموافق 1923م قابل في مهمات مختلفة كلًّا من السلطان العثماني محمد السادس العثماني والرئيس التركي مصطفى كمال أتاتورك والملك فؤاد الأول ملك مصر والملك فيصل الأول ملك العراق والجنرال الفرنسي ديجول إثر استيلاء الجيش الفرنسي على بلاد الشام.

## وفاته
قضى بقية حياته بعد تقاعده عام 1384 هـ / 1964م في بستانه المعروف بحدائق الزهور على ضفاف وادي العقيق بالمدينة المنورة، إلى أن توفي مساء يوم الاثنين الثاني من شهر شوَّال عام 1390 هـ الموافق 1 ديسمبر 1970م، عن عمر ناهز الثالثة والتسعين عامًا. ودُفن في مقبرة بقيع الغرقد. 

## صدر عنه
| الإصدار                                                                    | المؤلف                 | سنة النشر | ملاحظات |
| -------------------------------------------------------------------------- | ---------------------- | --------- | ------- |
| من رجال المدينة في مطلع القرن الرابع عشر الهجري: السيد حمزة بن إبراهيم غوث | خالد بن حمزة غوث       | 2013م     | [ 4 ]   |
| حمزة غوث: سياسي دولتين وإمارة                                              | محمد بن عبد الله السيف | 2023      | [ 5 ]   |